# 游光纘
游光纘（18世纪—19世纪），字萼垣，福建霞浦人，清朝政治人物，進士出身。
游光纘為乾隆四十五年（1780年）庚子恩科進士。乾隆五十八年九月（1793年10月）由福建福州府學教授調任臺灣府儒學教授，后又任兴化府教授，并于兴化逝世。

## 家庭
弟弟游光绎亦为进士，曾任陕西道监察御史等职，游光绎的曾孙游学诚为霞浦县教育人物:75-77，游学诚之女游寿是中华人民共和国考古学家。